# 윌리엄 윌버포스

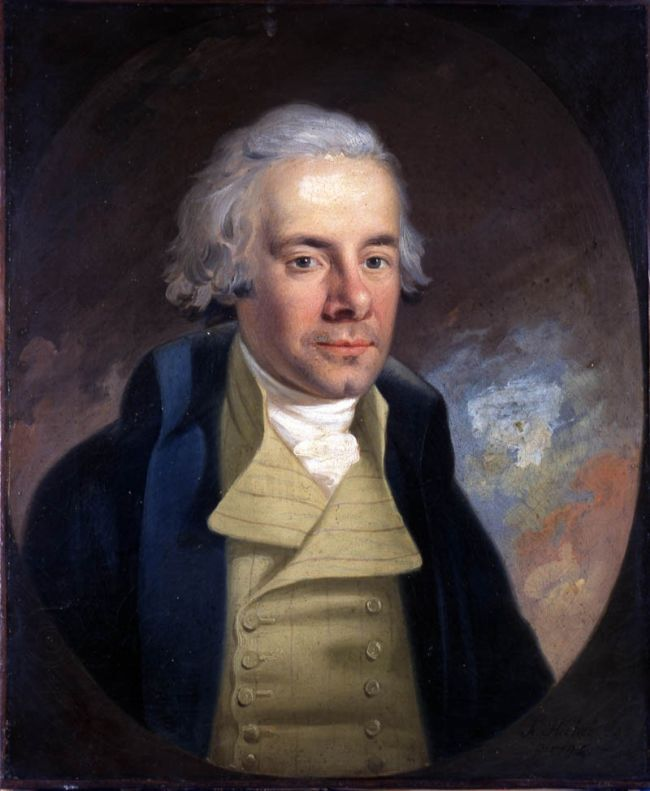
윌리엄 윌버포스 (1759 ~ 1833)

윌리엄 윌버포스(William Wilberforce) (1759년 8월 24일 - 1833년 7월 29일)는 영국의 정치인이다. 주요업적은 영국의 노예제 폐지(1834년), 노예무역 폐지법 제정(1807년), 로마 가톨릭교도의 정치적 해방 지원, 선언협회 설립 등이 있다. 복음주의자그룹의 중심인물로 해외선교운동에도 활약했다. 그가 사망한 1833년 영국에서 노예제 폐지법안이 국회에서 통과되었으며, 이듬해 대영제국 전역에서 노예제가 완전히 폐지되었다.

## 어린 시절

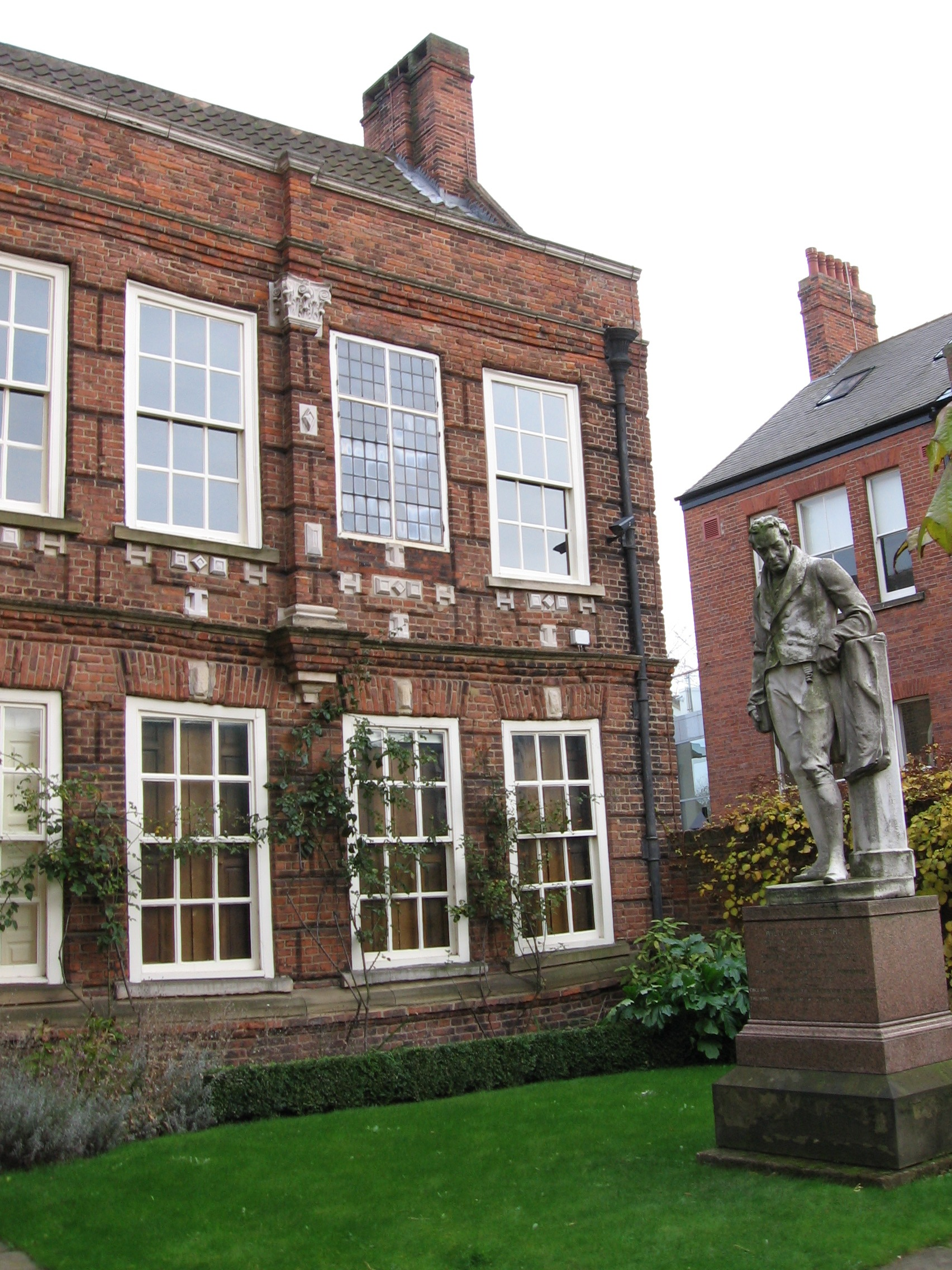
윌리엄 윌버포스의 생가. 윌버포스 하우스라고 불리는 박물관이 되었다. 앞에는 동상도 세워졌다.

1759년, 영국 요크셔의 킹스톤 어폰 헐에서 태어났다. 할아버지인 윌리엄 윌버포스(1690년 - 1776년)는 발트 교역에서 부자가 된후 헐 시장을 두 번 역임한 유지였다. 아버지는 로버트 윌버포스(1728년 - 1768년)는 부유한 상인이었다. 9살에 아버지가 사망한 후 큰아버지 집에서 지내다가 큰아버지의 유산까지 상속받아 일찍부터 경제적으로 여유로운 생활을 했다.
윌버포스는 만18세인 1776년, 영국 케임브리지 대학교의 세인트 존스 칼리지에 입학했다. 그는 학생들의 모임에 몰두하고 공부에 열중하지는 않았다. 이 때 사귄 친구 중 한명이 윌리엄 피트로, 둘의 우정은 평생 계속되었다. 1780년 대학동창인 소(小) W.피트와 함께 하원의원에 당선되어 의회개혁과 로마가톨릭교도의 정치적 해방을 지원하였다. 다만 윌버포스는 무소속 의원으로 활동하였다. 만22세인 1781년에 학사학위를, 만29세인 1788년에 석사학위를 받았다.

## 노예제 폐지 운동

### 영국의 노예무역
노예제는 고대로부터 오랜 역사를 가지고 있으나 서아프리카 흑인을 대상으로 한 대서양 노예무역은 15세기 전반에 포르투갈에 의해 시작되었다. 15세기말에 대항해시대가 열린후 16세기 들어 남미대륙의 탐험과 식민지 개척, 정복 사업이 활발히 진행되었는데, 유럽인들이 옮겨간 각종 질병으로 인해 많은 원주민들이 목숨을 잃었다. 남미와 북미의 식민지에서의 은광개발, 설탕과 담배생산을 위한 대규모 플랜테이션 농장주들은 부족한 노동력을 보충하기 위해 노예무역상들을 통하여 아프리카 노예들을 들여오기 시작했다. 그 결과로 16세기 후반부터 아프리카 흑인 노예를 대상으로한 대서양 노예무역이 활성화 되기 시작했다.
17세기부터 영국은 본격적으로 노예무역에 뛰어들었고 18세기에 이르러 세계 최대의 노예무역국이 되었다. 1750년에 노예제는 13개 아메리카 식민지 전체에서 합법적인 제도였으며, 삼각 무역과 서인도 대농장의 이익은 산업 혁명 당시 영국 경제의 5%를 차지하였다. 영국의 주요 항구에서는 노예무역으로 인해, 수천 명의 고용창출과 수백 척의 선박 건조 및 유지 수요가 발생하여 영국 경제에 중요한 비중을 차지했다. 그러나 흑인노예들은 실로 비참하고도 비인간적인 대우속에 거래가 이루어졌으며 이들에 대한 실상이 알려지면서 계몽주의자들에 의해 인간존중, 평등사상과 함께 노예폐지론이 대두되었고 18세기 후반에는 이 같은 목소리가 더욱 커졌다.

### 노예무역 폐지

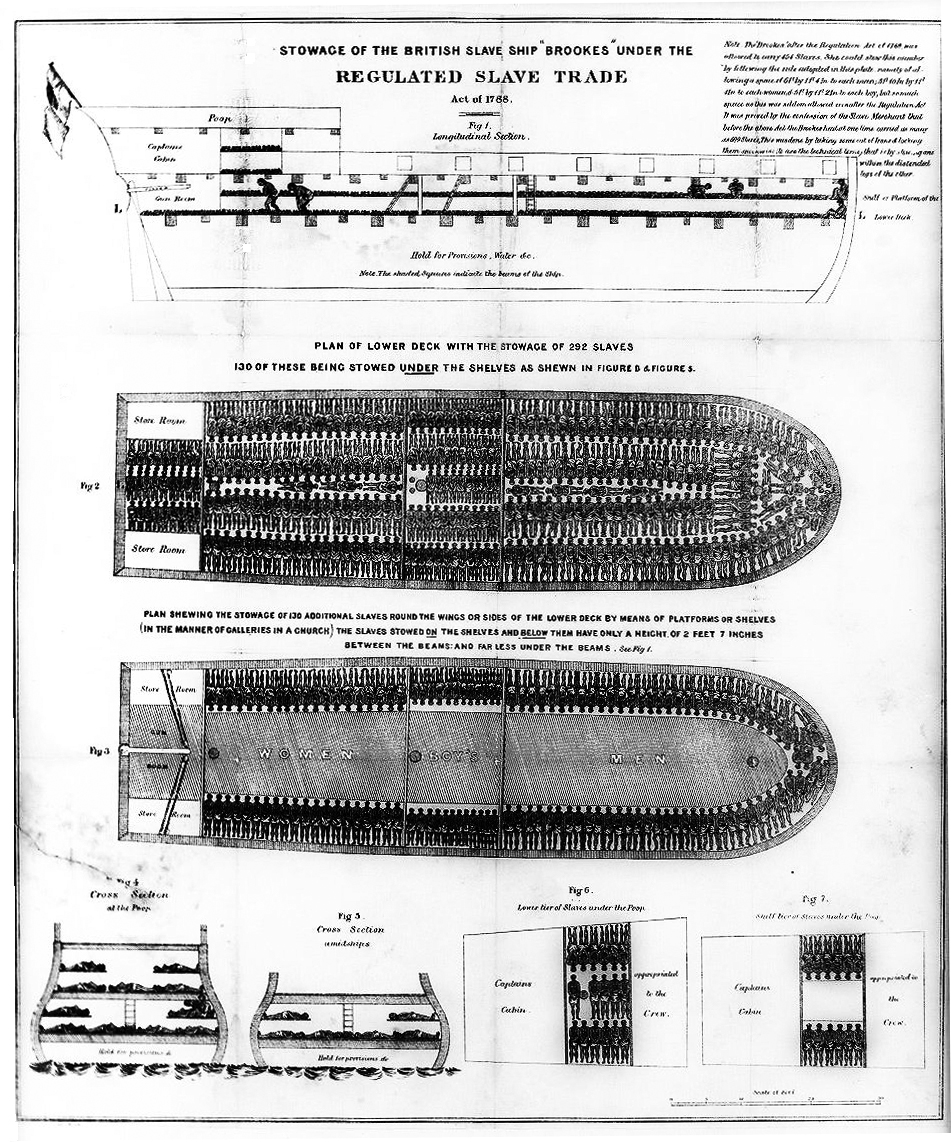
노예 무역선내 아프리카 흑인 노예들

1772년 인도주의자 그랜빌 샤프(Granville Sharp)는 의회에서 노예무역 금지법을 제정할 것을 강력히 요청하면서 이 운동을 이끌었다. 또한 노예무역업에 종사하다가 노예들의 참상을 보고 회심한 존 뉴턴과 제임스 램지가 1781년에 찰스 미들턴, 토머스 클랙슨, 성공회 신자인 한나 모어 등과 함께 노예제 폐지 운동에 나섰다. 하원의원으로 활동중인던 윌버포스도 1786년 11월경에 이 운동에 동참하여 다음해에 '노예무역 폐지 협회'를 창설했다. 이들은 최종목표를 노예제의 완전폐지에 두었으나 사회적으로 강한 반발이 예상되었기에 우선 노예무역 폐지를 1차 목표로 삼고 활동했다. 흑인노예들의 참상을 알리며 노예제는 반인권적인 악습이라는 여론을 만들고, 의회에서 노예제 폐지를 위한 법제화를 곧 노예제도를 폐지하는 법을 만들어가려는 입법활동을 해나간 결과, 1788년 영국총리 윌리엄 피트가 노예무역 검토를 위한 자문위원회를 설치하기에 이르렀다. 그러나 1791년에 제출된 노예무역 폐지법안은 부결되었다.
1792년에 점진적 폐지방안을 가지고 의원들을 설득하여 하원에서 법안을 통과시켰다. 그러나 이듬해에 프랑스와 전쟁이 벌어지는 바람에 유야무야되고 말았다. 이후에도 11차례나 좌절을 겪었다. 또한 윌버포스는 여러 차례에 걸쳐 노예제라는, 인간을 상품처럼 사고팔고 자유를 억압하는 , 인권에 반하는 구조악의 수혜자들로부터 생명의 위협을 받았고, 건강도 악화되었다. 그러나 20년 가까운 이들의 노력끝에 여론이 돌아서기 시작했고 1807년 2월 23일, 마침내 노예무역 폐지법안이 통과되는 결실을 얻었다. 이런 활동은 해외에서도 반응을 이끌어 내었는데, 1802년에 덴마크가, 1807년에 미국이 노예무역을 금지하였댜. 1814년에 프랑스도 '1819년부터 노예무역을 금지한다'는 요지의 협정을 영국과 체결했다. 더불어 유럽 여러 나라와, 에스파냐와 포르투갈의 식민통치로부터 새로 독립한 라틴아메리카 국가들도 노예무역을 금지하였다.

### 노예제 폐지
노예무역 폐지법이 발효되었으나 편법을 통한 노예무역이 지속되었고, 서인도제도와 미국 남부의 노예제가 존속하는 한 노예무역의 완전한 근절은 어려운 일이었다. 이에 따라 윌버포스는 1823년에 노예제 완전 폐지를 위한 모임인 노예폐지협회를 결성하였다. 협회를 중심으로 적극적인 민중운동이 펼쳐졌고 1824년 이후에는 노예무역을 해적행위로 간주하여 이를 어긴 자를 극형에 처하게 하였다. 이 과정중에 노예제로 이익을 보고 있던 상인이나 아프리카에서 사온 흑인 노비들의 노동으로써 발생하는 이윤을 착취하는 플랜테이션 소유주의 강한 반대에 부딪히기도 했다. 1825년에 건강악화로 의원직을 사퇴한 후에도 노예제 폐지 운동을 지속했다. 영국 이외의 나라에서도 노예무역을 폐지하도록 국제적 운동을 벌이는 일도 잊지 않았다. 마침내 1833년 7월 26일, 영국의 모든 노예를 1년 내에 해방한다는 법안이 국회를 통과하였다. 윌버포스는 병상에 누워 소식을 들었으며, 사흘 뒤에 사망하였다. 1834년 8월 1일자로 노예제는 완전히 폐지되었다.

## 결과와 영향
노예제도 폐지령으로 대영제국 전역에서 노예제는 불법이 되었고 서아프리카와 아메리카 대륙, 영국을 잇는 삼각 무역은 끝났다. 지난 300여년 동안 약 1,500만 명 이상의 아프리카인들이 남미로 강제 이주당했던 것으로 추정되며, 아프리카 역사를 연구하는 한양대학교 HK연구소 이한구 교수는 유럽의 노예상인들이 아프리카 사람들을 강제로 미국, 영국, 남아프리카 등으로 데려와서 사고 판 노예무역이 아프리카의 산업개발이 300년이나 늦추어지게 했다고 한다. 일을 할 수 있는 아프리카 남성들이 모두 노예로 팔려갔기 때문이다. 노예제도 폐지로 인해 카리브 연안에서 66만 8,000명의 노예가 해방되었고, 이들에게 총 2,000만 파운드가 배상금으로 주어졌다.
영국은 다른 유럽 여러 나라에 노예무역 및 노예제를 폐지할 것을 호소했으며, 이에 따라 노예제를 폐지하는 나라가 늘어갔다. 1834년, 프랑스에서 노예폐지협회가 결성되었고, 1848년에 노예 완전해방의 결의가 이루어졌다. 미국에서도 1833년에 노예제도반대협회가 생겼고, 감리교회, 메노나이트 등의 소수 개신교 교파들은 노예제에 반대했으며, 1863년 대통령 A.링컨의 ‘노예해방 선언’으로 모든 흑인노예가 해방되었다. 라틴아메리카 제국에서도 일찍이 노예를 해방시켰으나, 브라질만은 예외적으로 1888년에 와서야 해방령이 내려졌다. 영국의 노예해방운동은 이후 차티스트 운동, 여성 참정권 운동, 민권 운동 등 다른 운동들에 영향을 주었다. 그래서 영국의 노예제 폐지는 세계 인권 운동의 출발점이라고 불리기도 한다.

## 행동하는 신앙
만 25세가 되는 1784년 경에 회심하는 일이 있었고 이후로 모범적인 신앙인으로서의 삶을 살기 시작했다고 알려져 있다. 교회사에서는 윌리엄 윌버포스를 로버트 레이크스(주일학교 창설자), 존 벤 신부(Rev.John Venn)등과 더불어 18세기 영국 성공회 복음주의자 중 한 사람으로 평가한다. 윌리엄 윌버포스는 영국 성공회 신자로서 그의 노예제도 반대운동을 기독교 정치운동의 모델로 볼 수 있다.

## 영화
- 어메이징 그레이스: 영국 하원의원인 윌리엄 윌버포스가 노예제를 폐지하는 과정을 그렸다. 한국에서는 2008년 3월에 개봉하였다.[깨진 링크(과거 내용 찾기)]

## 같이 보기
- 노예제

## 참고 문헌
- Tomkins, Stephen "William Wilberforce"(Oxford : Lion, 2007)
- Piper, John.  Amazing Grace in the Life of William Wilberforce  (Wheaton, Illinois : Crossway Books, 2006) ISBN 978-1-58134-875-0.
- Carey, Brycchan.  British Abolitionism and the Rhetoric of Sensibility : Writing, Sentiment, and Slavery, 1760-1807  (Basingstoke : Palgrave Macmillan, 2005)
- Hochschild, Adam.  Bury the Chains, The British Struggle to Abolish Slavery  (Basingstoke : Pan Macmillan, 2005)
- Keay, John.  India : A History  (New York : Grove Press Books, 2000) ISBN 0-8021-3797-0
- Pollock, John.  Wilberforce  (London : Constable, 1977)
- Stephen, Leslie.  William Wilberforce  in The Dictionary of National Biography, (Oxford : University Press, 1900)
- Vaughan, David J.  Statesman and Saint : The Principled Politics of William Wilberforce  (Nashville, Tennessee : Cumberland House, 2001) ISBN 1-58182-224-3
- Wolffe, John.  William Wilberforce  in Oxford Dictionary of National Biography (Oxford : University Press, 2006)
- Belmonte, Kevin.  Hero of Humanity : A Biography of William Wilberforce  (Navpress 2005)
- Furneaux, Robin.  William Wilberforce  (London : Hamish Hamilton, 1974, reprinted 2006) ISBN 978-1-57383-343-1
- Pura, Murray Andrew.  Vital Christianity : The Life and Spirituality of William Wilberforce  (Toronto : Clements, 2002) ISBN 1-894667-10-7
- 《성공회의 역사》/대한성공회 선교교육원p.85